# Сирмур (княжество)

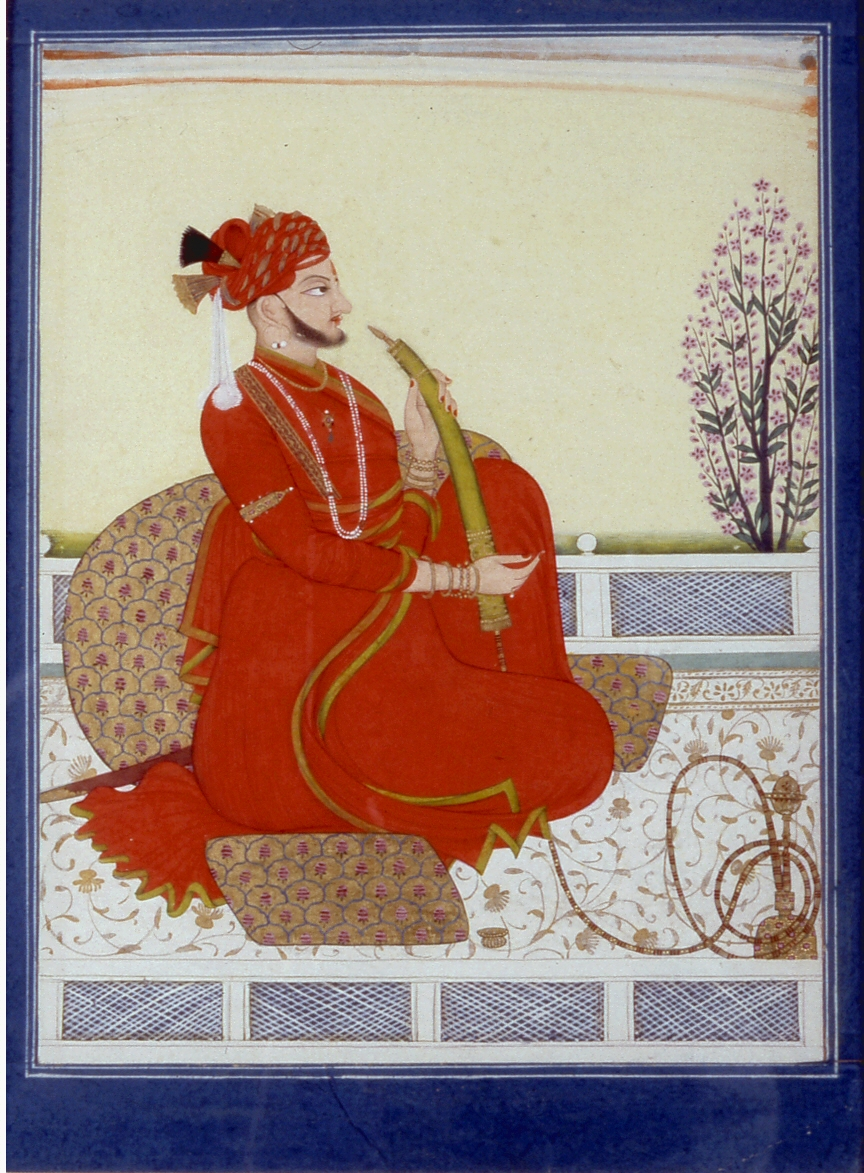
Портрет Махараджи Кирата Пракаша из Сирмура, конец 18-го века.

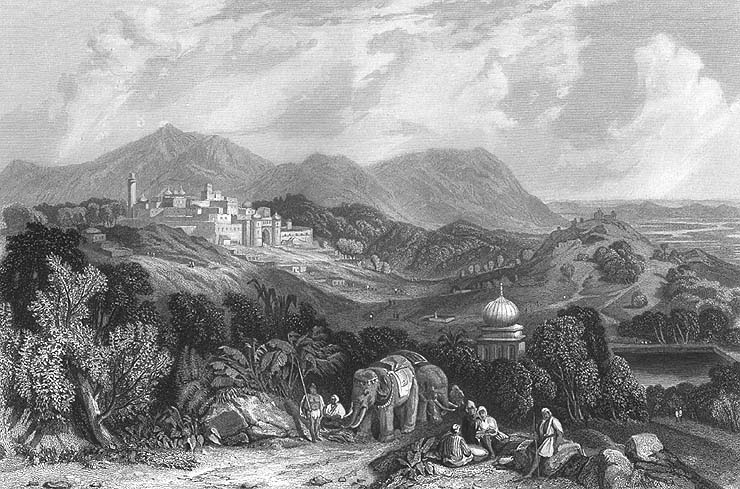
Крепость Нахан, столица княжеского государства Сирмур

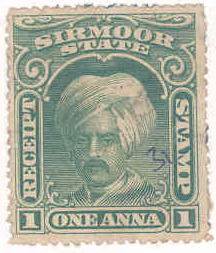
Марка княжества Сирмур в 1800-х годах

Княжество Сирмур (хинди सिर्मूर रियासत) — туземное княжество Британской Индии. Государство было основано в 1616 году и расположено в регионе, который в настоящее время является округом Сирмур штата Химачал-Прадеш. Государство было также известно как Нахан в честь его столицы — города Нахан. Это государство занимает доминирующее положение среди пенджабских горных княжеств. Оно имело площадь 4 039 км² и доход в размере 300 000 рупий в 1891 году.

## История
Нахан, предшественник государства Сирмур, был основан Соба Равал в 1095 году, который принял имя Раджа Субанс Пракаш. Новая столица была основана в 1621 году Раджой Карам Пракашем, и государство было переименовано в Сирмур.
Сирмур был окружен горными княжествами Балсан и Джуббал на севере, округом Дехрадун на востоке, округом Амбала на юго-западе и княжествами Патиала и Кеонтал на северо-западе.
Но по счастливой случайности вскоре после этого события принц Джайсалмера посетил Хардвар в качестве паломника и был приглашен одним из менестрелей княжества Сирмур стать его правителем. Поэтому он послал войско под командованием своего сына Равала, или принца Собхи, который усмирил беспорядки, возникшие в государстве, и стал первым Раджой Сирмура под титулом Субханс Паркаш, титулом, который Раджи с тех пор сохранили.
Раджбан стал столицей нового короля в 1095 году. Восьмой раджа Сирмура покорил Ратеш, позднее вошедший в состав государства Кеонталь, около 1150 года, а его преемник подчинил себе Джуббал, Бальсан, Кумхарсейн, Гонд, Кот и Теог, распространив таким образом свои владения почти до самого Сатледжа. В течение многих лет эти земли оставались феодальными владениями государства, но его столица находилась в Кельси в Дехрадуне, а власть раджей Сирмура над своими северными феодами, по-видимому, была слабой до тех пор, пока в XIV веке Бир-Паркаш не укрепил Хат-Коти на границах Джуббала, Ретвайна и Сахри, последний из которых стал на время столицей государства.
В конце концов в 1621 году Карм Паркаш основал Нахан, современную столицу. Его преемник Мандхата был призван помочь Халил-Улле, военачальнику императора Великих Моголов Шах-Джахана, в его вторжении в Гархвал, и его преемник Собхаг Паркаш получил в награду за эту службу Котахи. При Аурангзебе этот раджа Сирмура снова участвовал в операциях против Гархваля. Его управление было отмечено большим развитием сельскохозяйственных ресурсов государства.
Буд Паркеш, следующий правитель Сирмура, вернул Пиньяуру своему сводному брату Аурангзеба. Раджа Мит Паркш предоставил убежище сикхскому гуру Гобинду Сингху, позволив ему укрепить Паонту в Киарда-Дуне. В Бхангани в Дуне гуру нанес поражение раджам Калура и Гархвала в 1688 году. Но в 1710 году Кират Паркеш, разгромив Раджу Гархвала, захватил у сикхов Нарайнгарх, Морни, Пинджаури другие территории, заключив союз с Амар Сингхом, раджой Патиалы. Он также сражался в союзе с Раджой Калюра, когда Гулам Кадир-Хан Рохилла вторгся в это государство. Он поддержал раджу Гархвала в его сопротивлении вторжению гуркхов и, хотя покинутый своим союзником, смог заставить гуркхов признать реку Ганг границей их владений. Его сын, Дхарм Паркш, отразил вторжение вождя Налагарха и вторжение раджи Гархвала, но пал в единоборстве с раджой Сансаром Чандом из Кангры, который вторгся в Калхур в 1793 году.
Ему наследовал его брат Карм Паркеш, слабый правитель, чье поведение вызвало серьёзный бунт. Чтобы подавить это, он опрометчиво призвал на помощь гуркхов, которые быстро воспользовались представившейся возможностью и вторглись в Сирмур, изгнали Ратна Паркаша, которого мятежники посадили на трон, а затем отказались восстановить Карма Паркаша. Его королева, принцесса Голера, женщина смелая и находчивая, взяла дело в свои руки и обратилась за помощью к британцам. Её призыв совпал с объявлением войны Непалу по окончании войны с гуркхами британское правительство посадило на трон Фатеха Паркаша, младшего сына Карма Паркаша, и присоединило все территории к востоку от Джамны вместе с Котахой и Киарда-Даном. Однако Дан был возвращен государству в 1833 году при выплате 50 000 рупий. Во время Первой Афганской войны раджа Сирмура помог англичанам ссудой, а во время Первой Сикхской войны Сирмурский контингент сражался в Хари-ка-паттане. При радже Сэре Шамшере Паркше (1856—1898), государство быстро прогрессировало. Был упразднен бегар (принудительный труд), проложены дороги, проведены доходные и лесные поселения, созданы литейный завод, амбулатории, почта и телеграф. В 1857 году раджа Сирмура оказал ценные услуги, а в 1880 году во время Второй Афганской войны он направил свой контингент на северо-западную границу. Сирмурские саперы и шахтеры под командованием его второго сына, майора Бир Бикрама Сингха, сопровождали экспедицию Тира в 1897 году

## Правители
Правители Сирмура носили титул «Махараджа» с 1911 года и далее.
| Имя                                                                                           | Начало правления | Конец правления |
| --------------------------------------------------------------------------------------------- | ---------------- | --------------- |
| Карам Пракаш (? — 1630), старший сын Уде Чанда Пракаша, Раджи Сирмура                         | 1616             | 1630            |
| Мандхата Пракаш (? — 1647), младший брат предыдущего                                          | 1630             | 1654            |
| Собхаг Пракаш (? — 1664), единственный сын предыдущего                                        | 1654             | 1664            |
| Будх Пракаш (? — 1697), старший сын предыдущего                                               | 1664             | 1697            |
| Мат Пракаш (? — 1703), сын предыдущего                                                        | 1697             | 1703            |
| Хари Пракаш (? — 1709), младший сын Собхана Сингха                                            | 1703             | 1709            |
| Бхуп Пракаш (? — 1713), сын Хари Пракаша                                                      | 1709             | 1713            |
| Биджай Пракаш (? — 1749), сын Бхупа Пракаша                                                   | 1713             | 1749            |
| Пратап Пракаш (? — 1754), старший сын предыдущего                                             | 1749             | 1754            |
| Кират Пракаш (? — 1773), старший сын предыдущего                                              | 1754             | 1773            |
| Джагат Пракаш (? — 1789), старший сын предыдущего                                             | 1770             | 1789            |
| Драгам Пракаш (? — 1793), младший брат предыдущего                                            | 1789             | 1793            |
| Каран Пракаш II (? − 1820)                                                                    | 1793             | 1803            |
| Ратан Пракаш (? — 1804), установлен гуркхами, повешен англичанами в 1804 году                 | 1803             | 1804            |
| Каран Пракаш II (? — 1820)                                                                    | 1804             | 1815            |
| Фатех Пракаш (1809 — июнь 1850), второй сын Карана Пракаша                                    | 1815             | 1850            |
| Рагхбир Пракаш (1827 — 20 июня 1856), второй сын предыдущего                                  | 1850             | 1856            |
| Шамшер Пракаш (1846 — 2 октября 1898), старший сын предыдущего                                | 1856             | 1898            |
| Сурендра Бикрам Пракаш (14 ноября 1867 — 4 июля 1911), старший сын предыдущего                | 1898             | 1911            |
| Подполковник Амар Пракаш (26 января 1888 — 13 августа 1933), старший сын предыдущего          | 1911             | 1933            |
| Подполковник Раджендра Пракаш (10 января 1913 — 13 ноября 1964), единственный сын предыдущего | 1933             | 1964            |